# 迪尔比永河畔日尔库尔
迪尔比永河畔日尔库尔（法語：Girecourt-sur-Durbion，法語發音：[ʒiʁkuʁ syʁ dyʁbjɔ̃] ⓘ）是法国大東部大區孚日省的一个市镇，属于埃皮纳勒区。

## 地理
迪尔比永河畔日尔库尔（48°14'49"N, 6°36'0"E）面积6.92 平方千米，位于法国大東部大區孚日省，该省份为法国东北部内陆省份，北起默兹省和默尔特-摩泽尔省，西接上马恩省，南至上索恩省和贝尔福地区省，东临上莱茵省和下莱茵省。
与迪尔比永河畔日尔库尔接壤的市镇（或旧市镇、城区）包括：梅梅尼勒、帕杜、代托尔、栋皮埃尔、丰特奈、居涅库尔。
迪尔比永河畔日尔库尔的时区为UTC+01:00、UTC+02:00（夏令时）。

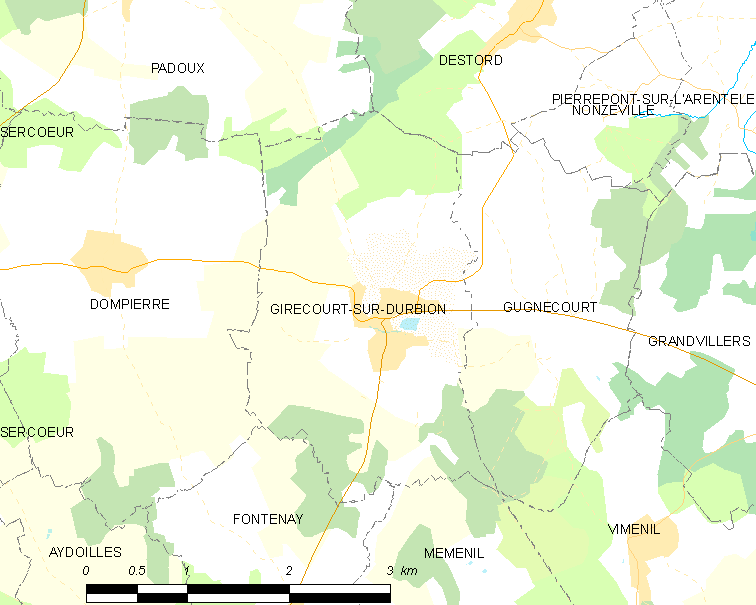
迪尔比永河畔日尔库尔的OSM定位图

## 行政
迪尔比永河畔日尔库尔的邮政编码为88600，INSEE市镇编码为88203。

## 政治
迪尔比永河畔日尔库尔所属的省级选区为布吕耶尔县。

## 人口

1962-2008年间迪尔比永河畔日尔库尔人口变化图示

迪尔比永河畔日尔库尔于2022年1月1日时的人口数量为353人。